# 十二柱棘球虫
十二柱棘球虫（学名：Acanthosphaera dodecastyla）为星球虫科棘球虫属的动物。分布于印度洋以及西沙群岛等。